# Политика языкового пуризма в Иране
Политика языкового пуризма в Иране — политика, направленная на очищение персидского языка от многочисленных заимствований, прежде всего арабских.

## Роль арабизмов в лексике персидского языка
После арабского завоевания в VII в. н. э., несмотря на то, что язык завоевателей был из совершенно другой языковой семьи, иранцы тем не менее стали массово заимствовать арабские слова из самых разных сфер лексики, прежде всего заимствовалась религиозная и научная лексика, хотя из арабского проникли и многие базовые слова. Например: мэнкāр — клюв, амму — дядя, атфāль — дети (до 1 года), анкабут — паук, аййāм — дни, бейн — между, бедун — без. Заимствовались и арабские грамматические черты, в частности — очень необычные для индоевропейских языков арабские (ломанные) формы множественного числа (кетāб — книга — мн.ч. котоб — книги; газā — еда — мн. ч. агзийе). Были переняты арабские породы, и даже категория рода, а в некоторых заимствованиях — и арабские артикли, например: аль-āн — сейчас, аль-ведā- прощание. По некоторым оценкам, арабские заимствования, использующиеся в настоящее время, составляют около 8 тыс. слов или около 40 % от повседневно употребляемых слов (без производных). Несмотря на серьёзные фонетические изменения ряда арабских слов в персидском языке, их графика сохранялась без изменений, они писались так же, как и в арабском языке.

## Попытки языкового пуризма до XX века
Арабизмы широко использовались в персидском языке без каких-либо систематических попыток их заменить вплоть до начала XX в. Однако уже в XIX в. существовали стремления очистить персидский язык от них. Так, каджарский принц Джалалэддин Мирза (1832-71 гг.) увлекался доисламской историей и её пропагандировал. Он писал, используя только чисто персидские слова, поэтому язык его произведений очень простой. Его главное произведение — Нāме-йе Хосравāн (Книга Царей) — история Ирана с доисламского периода до его времени. Чтобы найти эквиваленты для всех арабских слов, Джалалэддину Мирзе пришлось восстановить многие забытые староперсидские слова. Так, в самом названии для книги используется староперсидское слово нāме, а не арабское кетāб. Он для этого использовал книгу Дашāтир, где рассказывается о доисламской истории Ирана и чей автор, Азар Кейван, утверждал, что восстановил староперсидские слова. Однако, как вскоре выяснилось, он не восстанавливал оригинальные слова, а придумал новые из современных персидских корней, и эти искусственно созданные слова по ошибке воспринял и Джалалэддин. Тем не менее, его пример вдохновил несколько писателей тоже использовать только чисто персидскую лексику. Другими пуристами того времени были Мирза Фатх Ахундзаде (ум. 1878), сторонник перехода персидского языка с арабской графики на латиницу, а также Мирза Ака-Хан Кермани (1853—1896 гг.), который, однако, видел решение проблемы арабизмов не в возрождении староперсидской лексики из-за её неприменимости к современному языку, а в использовании чисто персидских слов из живых иранских диалектов. Были у этого течения и оппоненты, например писатель и деятель Конституционной революции Талебоф (1834—1911 гг.), который считал арабизмы естественным элементом персидского языка, выступая за их сохранение и уважение к ним, кроме того он был сторонником заимствования и европейских терминов.

## Систематический языковой пуризм при династии Пехлеви
Реальная, систематическая борьба с арабизмами началась в период правления Реза-шаха (1925-41 гг.), который был резко против арабо-исламских элементов иранской культуры. При нём в 1935 г. была создана Академия персидского языка и литературы (Фархангестан), в чьи задачи входило изгнание как можно большего числа арабских слов. Шахский режим преследовал цель полного разрыва с классическим литературным наследием Ирана, а также разрыва связей Ирана с арабским миром, прекращения влияния арабского языка и литературы и создания языкового барьера между персами и арабами. В Академию вошли самые известные писатели и лингвисты того времени. Вначале утверждение новых чисто персидских терминов шло медленно, что вызвало неудовольствие Реза-шаха, и академия была реорганизована в 1938 г. В итоге её деятельность резко ускорилась, и всего ей удалось заменить более 3500 арабских слов (или до трети всей арабской лексики) на чисто персидские, тем самым снизив их долю в лексике фарси с 60 % до 40 %. Например, были введены слова: пезешк (врач; букв. мудрец) вместо араб. табиб; дāнешкаде (факультет; букв. изба знаний) вместо араб. куллийе; шахрдāри (мэрия; букв. держание города) вместо араб. балядийе. Кроме того, в случае наличия у арабских слов персидских синонимов, настойчиво предлагалось использовать только их: например, бāзаргāни (торговля) вместо араб. теджāрат; пāйāн (конец) вместо араб. āхер. Её деятельность, таким образом, чрезвычайно сильно повлияла на персидский язык, резко снизив процент арабизмов. После роспуска академии в 1941 г. (в том же году Реза-шах отрекся от престола в пользу своего сына Мохаммеда-Реза) через некоторое время при новом шахе был создан второй Фархангестан (1970-79 гг.), продолживший активную борьбу с арабизмами.

## Языковая политика после Исламской революции 1979 г
После Исламской революции 1979 г. и прихода к власти духовенства отношение к арабскому языку радикально изменилось. Он стал обязательным предметом во всех иранских школах, его знание стало всячески поощряться, арабские заимствования более не преследовались, а власть начала вводить даже некоторые новые арабские термины (например: мостазефин — обездоленные). Однако в конечном итоге никакого массового возвращения изгнанных ранее арабских слов не произошло, и постепенно усилия по распространению арабского языка были свернуты. Поэтому все основные чисто персидские слова, возникшие в результате политики пуризма при династии Пехлеви, сохранились и продолжают активно использоваться и в настоящее время. Зато стала вестись усиленная борьба с западноевропейскими («неисламскими») заимствованиями, вошедшими в язык в основном в XX в., к которым при прозападных Пехлеви относились достаточно спокойно. Для них третьим Фархангестаном (возник в 1990 г.) активно и весьма успешно внедряются термины на основе чисто персидских корней. В самое последнее время в иранском обществе борьба с арабизмами началась снова. Существуют деятели культуры, которые даже в своей речи используют исключительно чисто персидские слова, и поэтому их речь плохо понятна простым иранцам и нуждается в специальном переводе.